# The Secret Garden (película de 2020)
The Secret Garden es una película de fantasía dirigida por Marc Munden, basada en la novela del mismo nombre de Frances Hodgson Burnett. Está protagonizada por Colin Firth, Julie Walters, Dixie Egerickx, Edan Hayhurst y Amir Wilson. Es producida por David Heyman.
Fue estrenada en el Reino Unido el 14 de agosto de 2020, por StudioCanal.

## Sinopsis
Los secretos de una propiedad aislada de Yorkshire comienzan a ser descubiertos por una niña huérfana llamada Mary, la cual es enviada a vivir allí con su tío.

## Reparto
- Colin Firth como Archibald Craven.
- Julie Walters como Mrs. Medlock
- Dixie Egerickx como Mary Lennox.
- Edan Hayhurst como Colin Craven.
- Amir Wilson como Dickon Sowerby.
- Isis Davis como Martha.

## Producción
En junio de 2016, se anunció que Heyday Films y Studiocanal se habían unido para adaptar el libro a una nueva película, contratando a Jack Thorne para escribir el guion.
En enero de 2018, Marc Munden fue contratado para dirigir. Colin Firth y Julie Walters se unieron en abril de 2018 cuando la filmación comenzó a finales de ese mes. Parte de la película fue filmada en Yorkshire.
Después de ser adquirida inicialmente para su distribución en Norteamérica por Global Road Entertainment en mayo de 2018, la película fue adquirida por STXfilms en marzo de 2019.